# Victoria Leigh Soto
Victoria Leigh Soto (Bridgeport, Connecticut; 4 de noviembre de 1985 – Newtown, Connecticut; 14 de diciembre de 2012) fue una profesora estadounidense, asesinada en la Escuela Primaria de Sandy Hook por Adam Lanza. Cuando este ingresó violentamente en la escuela, Soto escondió a sus estudiantes, luego fue asesinada al tratar de protegerlos, y desde entonces ha sido aclamada como una heroína. Recibió póstumamente la Medalla Presidencial Ciudadana.
Desde finales de 2012 y principios de 2013 se anunciaron planes y peticiones para honrarla por su nombre a través de becas, carreteras y escuelas.  El Concejo Municipal de Stratford aprobó unánimemente una resolución para nombrar una escuela en honor a Soto y el municipio de Bayamón, Puerto Rico, lugar de nacimiento del padre de Soto, también se plantean nombrar una instalación pública en su honor.

## Biografía
Victoria Soto nació el 4 de noviembre de 1985 en Bridgeport, Connecticut, hija del Puertorriqueño Carlos Soto y la estadounidense Donna Fagan-Soto. Su padre trabajaba para el Departamento de Transporte de Connecticut como operador de grúas y su madre era enfermera en el Hospital de Bridgeport. Su familia se mudó a Stratford, Connecticut, y ella se graduó en la Escuela Secundaría de Stratford en 2004. En 2008, obtuvo su licenciatura en educación e historia en Universidad Estatal del Este de Connecticut. Luego se matriculó en una escuela de postgrado en Universidad Estatal del Sur de Connecticut.

## Muerte
El 14 de diciembre de 2012, Soto estaba enseñando en su primera clase de la escuela primaria de Sandy Hook, cuando Adam Lanza entró a la escuela y comenzó a disparar a los profesores y estudiantes. Después de matar a quince estudiantes y dos maestros en la primera aula, Lanza entró en el aula de Soto. Soto había escondido a varios niños en un armario, y cuando Lanza entró en su aula, Soto le dijo que los niños no estaban allí y que estaban en el gimnasio de la escuela. Cuando varios niños salieron corriendo de sus escondites, Lanza empezó a disparar a los estudiantes, a Soto le disparó después de que intentara protegerlos arrojándose delante de sus alumnos de primer grado. Una fotografía de la hermana de Soto esperando noticias de su hermana en su teléfono celular fue tomada por la fotógrafa de Associated Press Jessica Hill y reproducida en todo el mundo. Algunos medios de comunicación calificaron la fotografía de «icónica» y dijeron que ha llegado a simbolizar la tragedia.

## Funeral
El 15 de diciembre se celebró una misa conmemorativa y el 19 de diciembre se celebraron los funerales en la Iglesia Comunitaria del Señorío. El músico y compositor estadounidense Paul Simon actuó en los funerales y cantó The Sound of Silence. El 20 de diciembre, fue enterrada en Cementerio Union de Stratford, Condado de Fairfield, Connecticut. La guardia de honor de la Policía Estatal de Connecticut saludó el coche fúnebre de Soto en ruta.

## Legado

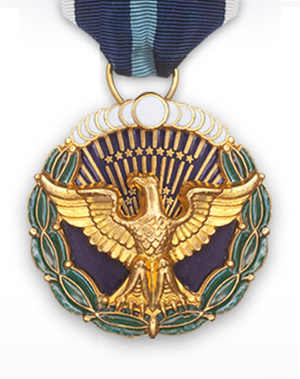
La Medalla Presidencial Ciudadana

En diciembre de 2012, en la Universidad Estatal del Este de Connecticut anunció la creación del «Fondo Conmemorativo de Becas Victoria L. Soto», otorgado a estudiantes que aspiran a ser profesores. En diciembre de 2012, los residentes iniciaron una petición para cambiar el nombre de North Parade en Stratford, Connecticut, a «Victoria Soto Way». El 17 de diciembre de 2012, la Escuela Secundaria de Stratford de 2003 estableció el «Fondo Conmemorativo Victoria L. Soto» en su honor. El fondo utilizó las donaciones hechas para ayudar a pagar los servicios fúnebres y la creación de un monumento conmemorativo en la Escuela Secundaria de Stratford y un fondo de becas a nombre de Soto, por un antiguo compañero de clase que perteneció a la promoción de 2003. El 14 de enero de 2013, el alcalde de Stratford propuso el nombramiento de una escuela local como la Escuela Primaria Victoria Soto, cuya construcción comenzará en 2013. La propuesta del alcalde fue aprobada unánimemente por el Ayuntamiento de Stratford. El alcalde también declaró que se creará un fondo para aceptar donaciones de aquellos que quieran contribuir a un monumento conmemorativo, que puede incluir una estatua de Soto.
El municipio de Bayamon, Puerto Rico, planea nombrar una instalación pública en honor a Soto, cuya familia paterna era originaria de la segunda ciudad más poblada de Puerto Rico.
El 15 de febrero de 2013, Soto y los otros cinco maestros y administradores adultos, que fueron asesinados, recibieron póstumamente la Medalla Ciudadana Presidencial.
La organización Nutmeg Big Brothers Big Sisters creó el «Premio Voluntario Victoria Soto» en honor a Soto, quien fue mentor de Nutmeg. El 25 de abril de 2013, Ana Robles, una mentora de Nutmeg, se convirtió en la primera en recibir el premio. En junio de 2013, un patio de recreo en Long Brook Park en Stratford fue llamado «Victoria Soto Memorial Playground» en su honor.
En 2015, la Escuela Victoria Soto fue inaugurada y abierta con una ceremonia de inauguración en Stratford donde ella asistía a la escuela secundaria. La escuela que fue nombrada en su honor sirvió a alumnos desde pre jardín de infantiles hasta segundo grado.